# Вендољио-Карвако (Удине)
Вендољио-Карвако је насеље у Италији у округу Удине, региону Фурланија-Јулијска крајина.
Према процени из 2011. у насељу је живело 509 становника. Насеље се налази на надморској висини од 181 м.